# Tramlijn Breskens - Sluis
De Tramlijn Breskens - Sluis, was een tramlijn op meterspoor in Zeeuws-Vlaanderen. Vanuit Breskens liep de lijn via Boerenhol, Groede, Nieuwvliet, Cadzand en Retranchement naar Sluis.

## Geschiedenis
De lijn werd twee gedeeltes in 1925 en 1926 geopend door de Stoomtram-Maatschappij Breskens - Maldeghem. Vanaf 1 augustus 1948 werd het reizigersvervoer gestaakt, in september 1949 werd ook het goederenvervoer stilgelegd en de lijn opgebroken.